# John Hamely
Sir John Hamely ou Hamylyn (nascido depois de 1324 - morreu em 1399), de Wimborne St. Giles, Dorset, foi um membro do Parlamento inglês.
Ele foi um membro do parlamento (MP) do Parlamento da Inglaterra por Liskeard em 1355, por Lostwithiel em 1355, 1358, por Truro em 1355, 1358, pela Cornualha em 1357, 1360 e 1362, por Launceston em 1358, por Helston em 1358 e 1361, por Bodmin em 1361, por Dorset em 1371, 1376, janeiro de 1377 e 1391.